# Basic Encoding Rules
Basic Encoding Rules (BER) – jedna z metod kodowania danych opisywanych specyfikacją ASN.1 (Abstract Syntax Notation One). BER opiera się na kodowaniu za pomocą trójki wartości: Tag Length Value. Poszczególne wartości to: tag (znacznik), długość i wartość. Tag identyfikuje typ w notacji Abstract Syntax Notation One.
Wyróżnia się cztery grupy typów: uniwersalny (Universal), typowy dla zastosowania (Application), zależny od kontekstu (Context-specific), prywatny (Private).
Typy uniwersalne posiadają tag identyfikujący o numerach do 30d (1Eh).
| Numer | Typ prosty                          | Użycie |
| ----- | ----------------------------------- | ------ |
| 0     | zarezerwowane (dla mechanizmów BER) |        |
| 1     | BOOLEAN                             |        |
| 2     | INTEGER                             |        |
| 3     | BIT STRING                          |        |
| 4     | OCTET STRING                        |        |
| 5     | NULL                                |        |
| 6     | OBJECT IDENTIFIER                   |        |
| 7     | ObjectDescriptor                    |        |
| 8     | EXTERNAL, INSTANCE OF               |        |
| 9     | REAL                                |        |
| 10    | ENUMERATED                          |        |
| 11    | EMBEDDED PDV                        |        |
| 12    | UTF8String                          |        |
| 13    | RELATIVE-OID                        |        |
| 14    | zarezerwowane                       |        |
| 15    | zarezerwowane                       |        |
| 16    | SEQUENCE, SEQUENCE OF               |        |
| 17    | SET, SET OF                         |        |
| 18    | NumericString                       |        |
| 19    | PrintableString                     |        |
| 20    | TeletexString, T61String            |        |
| 21    | VideotexString                      |        |
| 22    | IA5String                           |        |
| 23    | UTCTime                             |        |
| 24    | GeneralizedTime                     |        |
| 25    | GraphicString                       |        |
| 26    | VisibleString, ISO646String         |        |
| 27    | GeneralString                       |        |
| 28    | UniversalString                     |        |
| 29    | CHARACTER STRING                    |        |
| 30    | BMPString                           |        |
| 31    | zarezerwowane                       |        |

Specyfikacja BER jest zamieszczona w zaleceniu ITU-T X.690 (07/02).